# Once Upon a Time in America
Nước Mỹ một thời như thế (tiếng Anh: Once Upon a Time in America, tiếng Ý: C'era una volta in America) là một phim tội phạm sử thi năm 1984 do nhà làm phim người Ý Sergio Leone đồng sáng tác kịch bản và đạo diễn, với sự tham gia diễn xuất của Robert De Niro và James Woods. Bộ phim là một sản phẩm liên doanh giữa các hãng phim Ý-Mỹ gồm The Ladd Company, Embassy International Pictures, PSO Enterprises, Rafran Cinematografica cùng sản xuất và được Warner Bros. phát hành. Dựa trên tiểu thuyết mang tên The Hoods của Harry Grey, bộ phim kể về cuộc đời của nhóm bạn thân trong đó có David "Noodles" Aaronson và Maximilian "Max" Bercovicz khi họ dẫn dắt một nhóm các thiếu niên khu ổ chuột người Do Thái, nổi lên trở thành một băng đảng xã hội đen trong thế giới ngầm của thành phố New York. Phim khai phá các chủ đề về tình bạn thời thơ ấu, tình yêu, dục vọng, lòng tham, sự phản bội, sự mất mát và những mối quan hệ tan vỡ cùng với sự trỗi dậy của giới giang hồ trong xã hội Mỹ. 
Nước Mỹ một thời như thế là phim cuối cùng do Leone làm đạo diễn trước khi ông mất 5 năm và cũng là phim chính thức đầu tiên ông trở lại đạo diễn trong vòng 13 năm. Đây là phim thứ ba trong bộ ba phim Once Upon a Time của Leone, với các phần trước là Thuở ấy ở miền viễn Tây (1968) và Duck, You Sucker! (1971). Kỹ thuật quay phim do Tonino Delli Colli đảm nhiệm. Nhạc nền do Ennio Morricone sáng tác. Leone ban đầu dự định dựng thành hai phần phim dài ba giờ, nhưng sau đó dựng chỉ còn một phim dài 269 phút (4 giờ 29 phút). Các nhà phân phối phim thuyết phục ông tiếp tục giảm thời lượng phim xuống còn 229 phút (3 giờ 49 phút). Bên cạnh đó, The Ladd Company, nhà phát hành phim của Mỹ, tự rút ngắn phim chỉ còn 139 phút (2 giờ 19 phút) và sắp xếp lại các sự kiện trong phim theo dòng thời gian, mà không có sự can dự từ Leone. 
Bản chiếu ở Mỹ là một thất bại cả về mặt thương mại lẫn phê bình. Các nhà phê bình, xem cả hai bản chiếu (Mỹ và châu Âu), đã chỉ trích một cách kịch liệt với những thay đổi dành cho bản ở Mỹ. Ngược lại, bản chiếu châu Âu vẫn giữ nguyên được sự đánh giá cao từ giới phê bình và thường xuyên xuất hiện trong danh sách những bộ phim hay nhất mọi thời đại, đặc biệt là dòng phim băng đảng. 

## Nội dung
Năm 1933, ba tay sát thủ mafia đang truy lùng một người đàn ông tên "Noodles" và tra tấn những người liên quan để moi lấy thông tin về anh ta. Chúng xâm nhập vào một nhà hát diễn rối bóng, vốn là một hang ổ hút thuốc phiện ẩn mình để tìm kiếm. Những người chủ ở đây đã cảnh báo Noodles về những kẻ truy lùng. Nhưng anh ta đã phớt lờ vì phê thuốc khi trong tay đang cầm một tờ báo đưa tin về cái chết của những tay buôn lậu gồm Patrick Goldberg, Philip Stein và Maximilian Bercovicz. Trong cơn phê pha, Noodles hồi tưởng lại cảnh cảnh sát đang thu dọn xác của họ, trong đó xác của Max (tức Maximilian) bị thiêu rụi đến mức không thể nhận diện được. Noodles sau đó thoát khỏi cuộc truy lùng và rời thành phố với không một xu dính túi.
Năm 1918, David "Noodles (Mỳ)" Aaronson và các bạn của cậu là những trẻ vị thành niên gồm "Pasty (Bánh xếp)" Goldberg, "Cockeye (Mắt lé)" Stein và nhóc Dominic, vật lộn, lang bạt trên những con phố của khu Lower East Side thuộc quận Manhattan, thực hiện các phi vụ phạm pháp nhỏ lẻ cho Bugsy, một dân anh chị địa phương. Trong một lần chạm mặt, Max đã phá bỉnh một vụ trộm của nhóm Noodles nhưng chiến lợi phẩm của y lại bị tay cảnh sát tha hóa Whitey cướp mất. Sau đó, Max cùng với nhóm của Noodles bắt quả tang Whitey đang làm tình với Peggy, một gái điếm dưới tuổi vị thành niên và tống tiền gả để đổi lấy sự bảo kê từ cảnh sát. Cả năm cậu bé cùng nhau thành lập băng đảng, còn Max và Noodles thì trở thành những người bạn thân nhất của nhau.
Băng đảng của Noodles được chú ý trong giới xã hội đen sau khi ý tưởng giấu rượu lậu của Noodles thành công. Nhóm đã cất giữ một nửa lượng tiền mặt kiếm được từ các phi vụ vào một ngăn tủ locker đặt ở nhà ga xe lửa và trao chìa khóa cho "Fat Moe (Moe mập)" giữ, đây là một người bạn của nhóm nhưng không tham gia trực tiếp vào các hoạt động. Noodles khi này phải lòng Deborah, em gái của Moe. Cô bé có ước mơ trở thành vũ công và diễn viên. Trong khi đó Bugsy, bây giờ là kẻ đối địch với nhóm, đã phục kích các cậu và bắn gục nhóc Dominic, cậu bé chết ngay trong vòng tay của Noodles. Trong cơn cuồng nộ, một Noodles trẻ tuổi đã giết chết Bugsy và làm bị thương một viên cảnh sát. Sau đó cậu đã bị bắt bỏ tù.
Đến năm 1930, Noodles được thả tự do và tái gia nhập băng đảng, giờ đã là những tay buôn lậu rượu ăn nên làm ra trong thời kỳ Cấm rượu ở Hoa Kỳ. Noodles thực hiện phi vụ đầu tiên cùng băng nhóm khi tham gia một vụ cướp kim cương. Nhóm đã sử dụng Carol, một nữ nhân viên kim hoàn cũng là một gái điếm thời vụ, làm tay trong cung cấp thông tin cho họ. Trong vụ cướp, Carol kích động Noodles đánh cô, nhưng lại khiến anh cưỡng hiếp cô. Sau này Carol trở thành gái điếm riêng của Max. Phi vụ này vốn đã được một nhân vật trong Tập đoàn tội phạm quốc gia ủy quyền nhằm loại bỏ sự tranh chấp giữa các băng đảng. Điều này khiến Noodles thấy tồi tệ vì anh, không như Max, là người không hứng thú với quyền lực băng đảng và tham vọng chính trị. Băng đảng của Noodles về sau bảo kê cho Jimmy O'Donnell, người đứng đầu nghiệp đoàn Teamsters. Nhưng Noodles từ chối kế hoạch của Max nhằm dấn sâu hơn vào các mối ràng buộc dính dáng tới nghiệp đoàn.
Noodles muốn có một mối quan hệ thân thiết hơn với Deborah. Anh đưa cô đến một buổi hẹn hò xa hoa, lộng lẫy. Ở đấy, cô tiết lộ mong muốn theo đuổi sự nghiệp diễn xuất ở Hollywood. Trên đường về nhà, một Noodles bất mãn đã cưỡng hiếp Deborah ngay trên xe limousine của cô. Vì điều này, Noodles gặp phải sự xa lánh từ Deborah và đành ngậm ngùi nhìn cô lên xe lửa đến California.
Thành công của băng đảng kết thúc khi Lệnh cấm rượu được bãi bỏ vào năm 1933. Max bèn đưa ra đề nghị cướp ngân hàng dự trữ liên bang New York nhưng Noodles và Carol lại coi đây chẳng khác nào là tự sát. Carol thuyết phục Noodles báo cho cảnh sát về một hành vi phạm pháp nhẹ tội hơn của nhóm với hy vọng việc bị bắt giam trong ngắn hạn sẽ khiến Max nguôi ngoai tham vọng cướp nhà băng. Sau cuộc gọi điện cho cảnh sát, Max đã đánh ngất Noodles khi hai người đang trong một cuộc tranh cãi bất chợt. Sự kiện này dẫn cảnh đã diễn đầu phim: Noodles phục hồi nhận thức và biết rằng bộ ba Max, Patsy và Cockeye đã bị cảnh sát tiêu diệt. Noodles mặc cảm tội lỗi nên đã ẩn mình trong hang ổ thuốc phiện. Anh sau đó đến cứu Moe nhưng phát hiện bạn gái mới Eve đã bị sát hại cũng như số tiền trong tủ locker của băng đảng ở ga xe lửa đã biến mất. Với việc cùng lúc băng đảng bị tiêu diệt và bản thân đang bị tổ chức ngầm truy sát, Noodles đành lẩn trốn và định cư ở Buffalo với bí danh mới là "Robert Williams".
Năm 1968, nghĩa trang Beth Israel thông báo cho Noodles một cách muộn màng về việc nó sắp được tái phát triển và yêu cầu ông đến tái chôn cất những người thân. Dựa trên tìm hiểu, một thầy đạo Do Thái người đã gửi thư cho anh thông báo rằng thi thể của ba người bạn của Noodles đã được chuyển đến Riverdale. Nhận ra danh tính đã bị tiết lộ, Noodles quay trở lại Manhattan để gặp Moe. Bên trong khu lăng mộ Riverdale, Noodles tìm thấy một chiếc chìa khóa tủ locker ở ga xe lửa. Đồng thời, ông phát hiện lời tưởng niệm trên bia thể hiện sai sự thật rằng khu lăng mộ này do chính Noodles tự dựng lên.
Noodles phát hiện một vali đầy tiền mặt chứa trong tủ locker và một tờ ghi chú rằng đây là phần tiền công của ông cho phi vụ tiếp theo. Noodles xem thời sự với mẩu tin nói về việc bộ trưởng Thương mại Hoa Kỳ - Christopher Bailey, một người đang gây tranh cãi trong dư luận, bị ám sát nhưng bất thành. Một thông báo chỉ ra rằng Jimmy O'Donnell, vẫn là người đứng đầu nghiệp đoàn Teamsters, đang tự tránh xa khỏi một vụ bê bối tham nhũng dính tới bộ trưởng Bailey. Noodles tìm thấy Carol trong một viện dưỡng lão do tổ chức Quỹ Bailey điều hành. Carol kể cho ông nghe về việc Max đã thao túng họ và báo cho cảnh sát về vụ buôn lậu, cũng như chủ động nổ súng trước để được chết trẻ thay vì vào nhà thương điên như cha anh ta.
Sau khi nhìn thấy Deborah trong một bức ảnh ghi công của viện dưỡng lão, Noodles đã lần ra bà, giờ đang là một diễn viên. Noodles hỏi bà biết gì không về việc ông được mời đến dự tiệc tại dinh thự của bộ trưởng Bailey. Deborah thừa nhận mình là giờ người tình của bộ trưởng và van xin Noodles rời đi trước khi ông phải đối diện với những sự thật đau lòng. Phớt lờ những gì Deborah khuyên, Noodles bắt gặp con trai của bộ trưởng Bailey đang đợi bên ngoài, cậu bé trông y hệt như Max thời trẻ.
Tại buổi tiệc, Noodles đối mặt bộ trưởng Bailey, người tiết lộ rằng ông chính là Max năm xưa, rằng ông đã làm giả cái chết của mình với sự trợ giúp từ cảnh sát và nghiệp đoàn cũng như cướp bỏ túi riêng số tiền trong locker của băng đảng và tái tạo bản thân thành một chính trị gia tự thân, có liên hệ với nghiệp đoàn Teamsters. Max khẳng định ông đã làm cho Deborah thành nhân tình của mình nhiều năm trước đó. Đối mặt với sự đổ nát và bóng ma về một vụ ám sát từ nghiệp đoàn, Max tiết lộ công việc mà Noodles được giao là giết ông ta. Nhưng Noodles kiên quyết gọi Max bằng danh tính mới Bailey và từ chối trả thù, rằng Max đã chết cùng với băng đảng năm đó. Khi Noodles vừa bước ra khỏi dinh thự thì một chiếc xe chở rác khởi động. Một người đàn ông (có lẽ là Max) đi bộ từ cổng vào, hướng về phía Noodles thì chiếc xe rác chạy ngang giữa họ. Noodles nhìn thấy băng tải trục vít phía sau xe đang nghiền rác nhưng không còn nhìn thấy người đàn ông nữa.
Năm 1933, Noodles ẩn mình trong hang ổ thuốc phiện sau cái chết của những người bạn, phê thuốc và cười man dại.

## Quá trình sản xuất

### Phát triển
Trong những năm giữa thập niên 60, Sergio Leone đã đọc cuốn tiểu thuyết The Hoods do Harry Grey viết, vốn đã từng là dân băng đảng, nay trở thành người đưa tin, có tên thật là Harry Goldberg. Vào năm 1968, Leone đã nhiều lần cố gắng liên lạc với Grey sau khi ông bấm máy quay Once Upon a Time in the West. Thỏa mãn với bộ ba phim Dollars Trilogy của Leone, Grey cuối cùng cũng đáp lại và đồng ý gặp ông tại một quán bar ở Manhattan. Sau lần gặp đầu tiên đó, Leone còn gặp Gray nhiều lần nữa trong suốt phần còn lại của thập niên 60 và 70, với các buổi thảo luận để hiểu hơn về nước Mỹ thông qua góc nhìn của Grey.

## Đón nhận
Phản hồi ban đầu của giới phê bình dành cho Nước Mỹ một thời như thế là trái chiều, do có nhiều bản chiếu khác nhau được phát hành trên toàn thế giới. Nếu như ở phạm vi quốc tế, bộ phim với phiên bản gốc được đón nhận nồng nhiệt, thì bản phim ở Mỹ với thời lượng bản chiếu chỉ còn 139 phút đã không được lòng các nhà phê bình nước này. Phiên bản bị cắt cô đọng là một thảm họa cả về mặt thương mại lẫn phê bình. Nhiều nhà phê bình Mỹ, người đã xem bản dựng gốc của Leone, đã công kích điều này.
Một vài nhà phê bình so sánh việc rút ngắn thời lượng phim với việc rút ngắn các vở opera của Richard Wagner, rằng những tác phẩm nghệ thuật vốn có thời lượng dài nên có được sự tôn trọng xứng đáng. Roger Ebert, trong bài phê bình năm 1984, đã đánh giá bản chiếu gốc bốn trên bốn sao và viết rằng tác phẩm thật sự là "một sử thi về bạo lực và lòng tham". Ngược lại, bản chiếu rạp tại Mỹ được ông mô tả chẳng khác nào "vở hài", và chỉ cho một trên bốn sao, cũng như gọi đây là "một mớ hỗn tạp khó hiểu, không có cả kết cấu, thời gian, tâm trạng hay cảm giác". Gene Siskel, đối tác phê bình phim truyền hình của Ebert, nhìn nhận về bản chiếu không cắt là bộ phim hay nhất và bản chiếu rút gọn tuyến tính theo thời gian của hãng phim là bộ phim dở nhất trong năm 1984. Ngược lại, Vincent Canby, nhà báo viết cho tờ The New York Times, thì lại chỉ trích cách kể chuyện phi tuyến tính được cấu trúc xuyên suốt bộ phim.
Chỉ sau khi Leone qua đời với việc phục hồi lại bản chiếu gốc sau đó, phim mới bắt đầu nhận được lời tán dương từ các nhà phê bình như tại buổi trình chiếu đầu tiên ở liên hoan phim Cannes. Bản phim gốc được nhìn nhận là vượt bậc hơn hẳn so với bản phim phát hành tại Mỹ năm 1984. Ebert, trong bài phê bình phim The Untouchables của đạo diễn Brian De Palma, đã gọi bản phim gốc chưa cắt của Nước Mỹ một thời như thế là bộ phim hay nhất về thời kỳ Cấm rượu. Diễn viên James Woods, người đánh giá đây là bộ phim hay nhất của Leone, cũng đề cập trong một đoạn tài liệu trên đĩa DVD rằng có một nhà phê bình, người đã từng nhìn nhận bản chiếu tại Mỹ là bộ phim tệ nhất của năm 1984, đã được xem bản phim gốc nhiều năm sau đó và gọi bản chiếu đó là bộ phim hay nhất thập niên 80. Bên cạnh đó, một số chỉ trích được đưa ra hướng tới những hình ảnh đầy tính bạo lực và dã man của phim: trong đó Donald Clarke của tờ The Irish Times lên án bộ phim là "một mớ những hành vi sai trái" và "phân biệt giới tính một cách xúc phạm".
Trên trang web tổng hợp đánh giá Rotten Tomatoes, Nước Mỹ một thời như thế có 87% các nhà phê bình đánh giá tích cực về bộ phim dựa trên 55 bài phê bình, với điểm số trung bình là 8.5/10. Lời nhận xét chung của trang này viết: "Bộ phim tội phạm sử thi chính kịch của Sergio Leone có hình ảnh ấn tượng, phong cách táo bạo và đầy cảm xúc, đồng thời được thể hiện với diễn xuất tuyệt vời của Robert De Niro và James Woods". Metacritic, trang chuyên đưa ra điểm số đánh giá trung bình cho các phim trên thang điểm 100 dựa trên các bình luận hàng đầu của những nhà phê bình chính thống, cho bộ phim 75 điểm dựa trên 20 bài phê bình, cho thấy "các đánh giá nhìn chung là tán thành".
Bộ phim luôn được xếp hạng là một trong những bộ phim hay nhất của dòng phim băng đảng. Trên tạp chí Empire, nhà phê bình Adam Smith đã so sánh phim với phim Bố già như sau: "Phim của Leone có lẽ là hay hơn khi so sánh cả hai - tuy phim ít có tiếng hơn - khi tránh đi những tình tiết khoa trương vô nghĩa của câu chuyện về gia đình Coppola trong việc thu hút khán giả nhưng lại hấp dẫn, huyền ảo và mang tính biểu tượng hơn".
Năm 2002, nguyệt san điện ảnh Sight & Sound đã hỏi một số nhà phê bình Vương quốc Anh đâu là bộ phim họ yêu thích nhất trong vòng 25 năm qua thì Nước Mỹ một thời như thế được xếp ở vị trí thứ 10. Năm 2015, phim được xếp ở vị trí thứ 9 trong danh sách 50 phim băng đảng hay nhất mọi thời đại của tạp chí Time Out. Vào năm 2021, nhật báo The Guardian xếp đây là bộ phim băng đảng vĩ đại nhất thứ tư từng được thực hiện trong lịch sử điện ảnh. Đến năm 2023, The A.V. Club xếp nó ở vị trí thứ bảy.

### Giải thưởng
Giải thưởng của Viện Hàn lâm Nhật Bản 1985: Phim nước ngoài hay nhất.
Đề cử Quả cầu vàng 1985: Đạo diễn xuất sắc nhất, Nhạc phim xuất sắc nhất.

## Giải thích
Vì bộ phim bắt đầu và kết thúc với các sự kiện diễn ra trong năm 1933, bắt đầu với cảnh Noodles lẫn trốn khỏi các sát thủ của tổ chức mafia trong một hang ổ thuốc phiện, và kết thúc với cảnh Noodles đang chìm ngập trong thuốc phiện với nụ cười toét; nên bộ phim có thể được diễn giải như đây là một giấc mơ ảo giác do ma túy tạo ra mà Noodles thì đang nhớ lại quá khứ cũng như hình dung về tương lai của mình. Trong bài phỏng vấn của Noël Simsolo xuất bản năm 1987, Leone ủng hộ cách diễn giải này, nói rằng bối cảnh ở những năm 1960 có thể chỉ là giấc mơ do việc sử dụng thuốc phiện mà Noodles trải qua. Trong phần bình luận về bộ phim trên đĩa DVD, nhà phê bình và sử học điện ảnh Richard Schickel củng cố thêm khi khẳng định những người sử dụng thuốc phiện hay kể về những giấc mơ sống động, ở đó những cảnh tượng có thiên hướng khám phá về quá khứ và tương lai của họ.
Đoạn kết phim có cảnh trong Max xuất hiện khi Noodles đang rời khỏi dinh thự của bộ trưởng Bailey, rồi đột ngột biến mất sau chiếc xe rác nhưng chỉ cho Noodles có thể thấy những lưỡi nghiền rác đang quay, sự kiện này được ghi nhận nhằm tạo sự hồ nghi có chủ đích. Đối với James Woods, diễn viên trong vai Max, nói rằng anh không biết liệu Max đã nhảy vào xe rác hay biến mất. Trong khi đó, nhà phê bình Carlo Affatigato mô tả điểm ngoặt này như là một "nghịch lý", và đưa ra giả thuyết rằng toàn bộ phim là việc Noodles dành nửa đời sau của mình như thế nào để tìm kiếm sự thật về những gì đã xảy ra, chỉ để khám phá nó, nhưng không chấp nhận nó cũng như không điều tra những gì xảy đến với Max. Noodles chỉ muốn tin vào thực tại do tự mình tạo ra, chứ không phải thực tại khách quan. Affatigato cũng tin rằng đây chính điểm đã chỉ ra tất cả chỉ là tưởng tượng của Noodles.